# まきのえり
まきの・えりは小説家。本名は槇野絵里。
兵庫県出身。立命館大学卒業。1987年、「プツン」で早稲田文学新人賞受賞。同作は英訳され、海外にも紹介された。
タロット占い師、ヒーラーとしても活躍中。電子メールによるヒーリング通信講座も主催している。 
2008年、「聖母少女」が「ラブファイト」として映画化。

## 主な著作
- 「闇に響く声」
- 「ヴァレンタインギフト」
- 「聖母少女（マドンナ・ガール）」
- 「プツン（日本語版）」（早稲田文学新人賞）
- 「プツン（英語版）」
- 「十八年」
- 「道化」
- 「ブラインド・デート」
- 「ミステリー・トレイン」
- 「神の手」
- 「時のない家」
- 「美貌の不幸」
- 「日陰の男」
- 「今夜は眠れない」
- 「さまよう年齢」